# Grejp
Grejp ili Grejpfrut je tropska biljka iz roda agruma (Citrus) gorkoga okusa. Spada u porodicu rutovki (Rutaceae) iz koje su najpoznatiji predstavnici limun, naranča i mandarina.
Plod je zimzelenog drveta koje uobičajeno raste do 6 m u visinu, ali može doseći i trostruko veću visinu. Plodovi grejpa narastu do 15 cm u promjeru, a imaju žutu ili narančastu boju kore. Meso ploda je mekano, sočno i puno mirisnog soka, gorko-kiselog okusa. 
Najveći proizvođači ovog voća su; SAD, Kina i Južnoafrička Republika.
To je agrum bogat bioflavonoidima koji zajedno s vitaminom C jačaju slabe desni, arterije i kapilare. Uz navedene sastojke, to je voće koje sadrži i mnogo folne kiseline, nužne za rast stanica, stoga je grejp izuzetno važan za djecu i mlade u razvoju. Grejp ili sok od grejpa mogu biti opasni po zdravlje u kombinaciji s lijekovima, jer grejp može pojačati djelovanje lijeka do te mjere da se čini da je bolesnik uzeo prekomjernu dozu lijeka, dok je u drugim slučajevima djelovanjem naringina, tvari koja se nalazi u grejpu, došlo do smanjene apsorpcije lijeka iz krvi.

## Vanjske poveznice
|  | Zajednički poslužitelj ima još gradiva o temi Citrus Paradisi group |